# Хименес Аранда, Хосе
Хосе́ Химе́нес Ара́нда (исп. José Jiménez Aranda; 7 февраля 1837, Севилья — 6 мая 1903, там же) — испанский художник.

## Биография

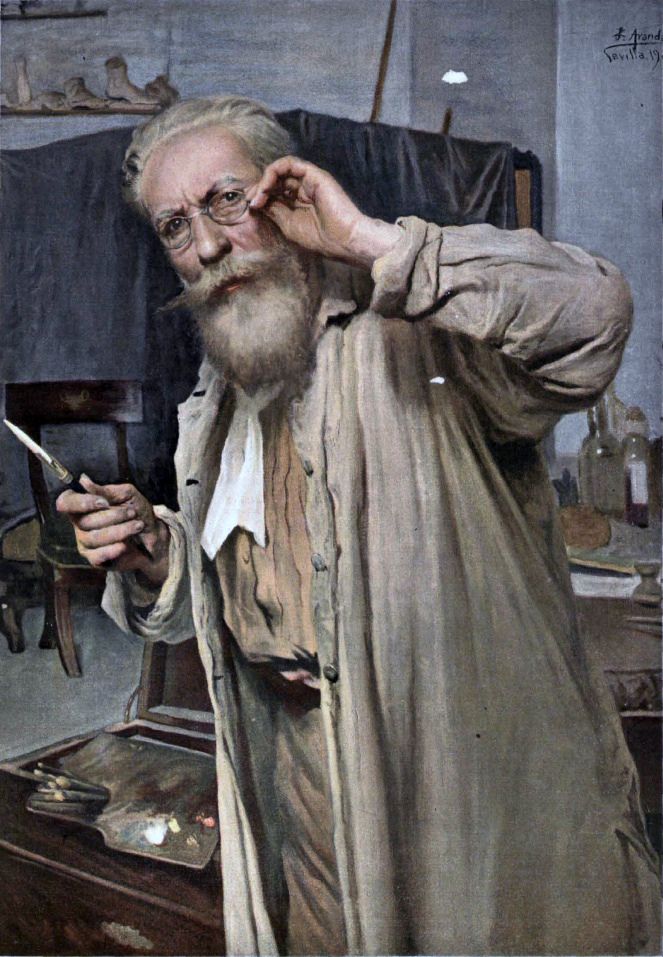
Автопортрет, около 1904 г.

Старший брат художника Луиса Хименеса Аранды.
В 1851 году поступил в Академию изобразительных искусств в Севилье. Первоначально учился у Мануэля Кабрала и Эдуардо Кано де ла Пенья. В 1868 году отправился в Мадрид, где изучал манеру и технику письма Ф. Гойи и Д. Веласкеса в музее Прадо. В 1867 году переехал в Херес-де-ла-Фронтера в Андалусии, где работал реставратором витражей.
В 1871—1875 годах жил в Риме, где познакомился с художником Мариа Фортуни, оказавшим сильное влияние на его творчество.
В 1881 году Х. Хименес Аранда переехал в Париж, где жил и работал в течение девяти лет над картинами на исторические темы XVIII века. В 1890 году уехал в Мадрид.
Возвращение на родину вызвало изменение сюжетов его работ; художник стал писать сцены из повседневной жизни, отдавая дань уважения испанскому национальному костюму.
После смерти жены и дочери в 1892 году, Х. Хименес Аранда вернулся в Севилью и был назначен членом Академии изобразительных искусств, где он работал преподавателем до своей смерти в 1903 году.
Х. Хименес Аранда был также талантливым карикатуристом и иллюстратором; он создал 689 иллюстраций для специального издания по случаю 300-летия «Дон Кихота» Сервантеса (1905).
Его учеником и зятем был художник Рикардо Лопес Кабрера.

## Галерея

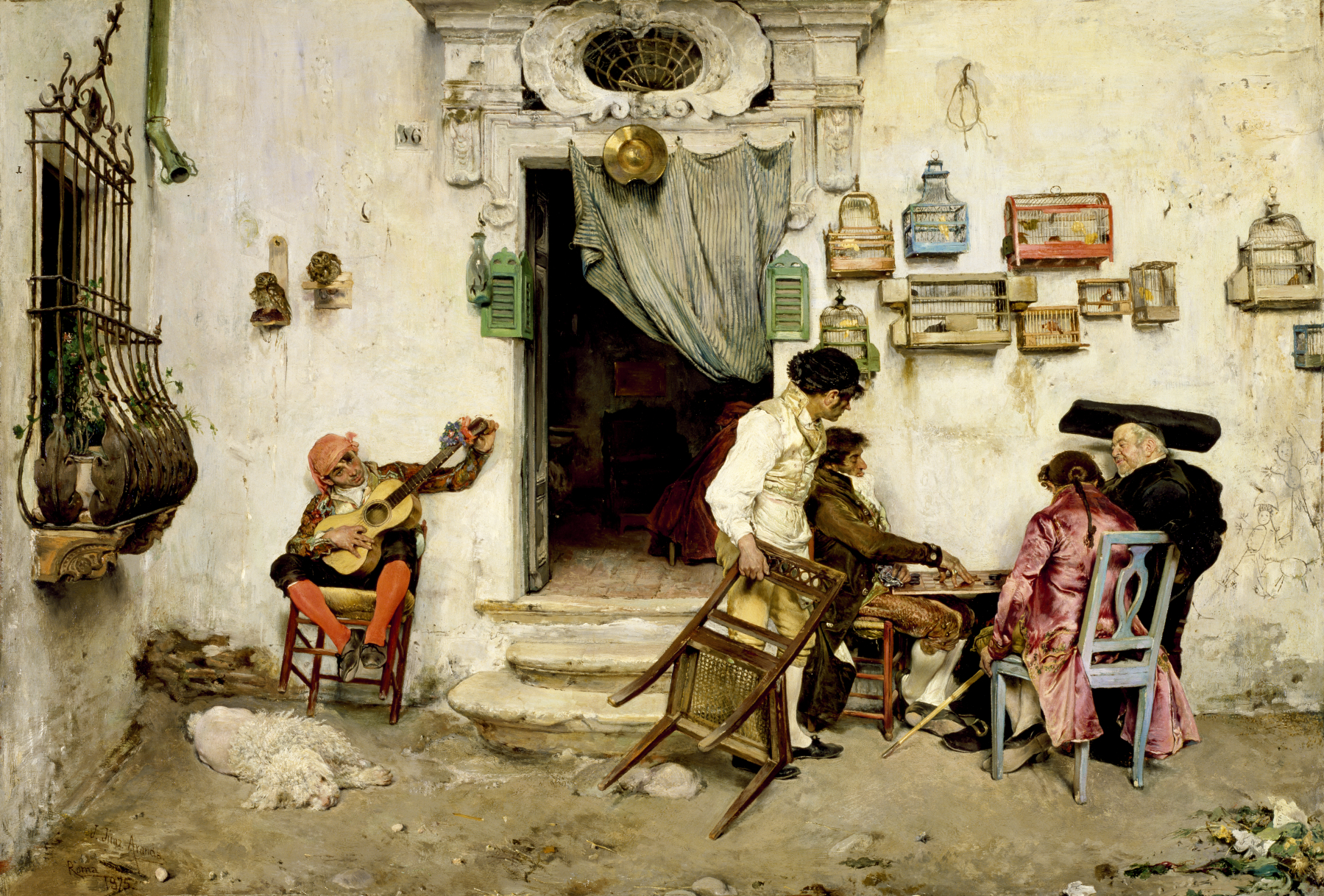
Магазин Фигаро, Художественный музей Уолтерс
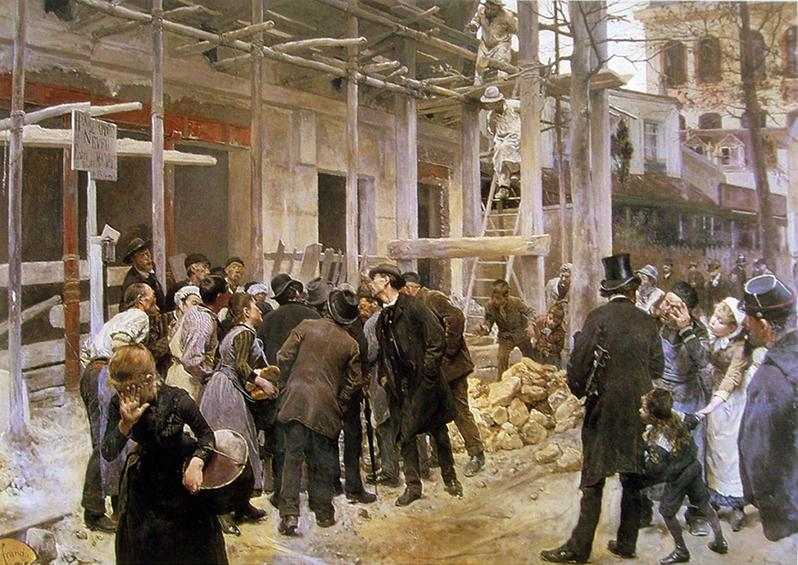
Катастрофа (Чрезвычайное происшествие), 1890, Музей изящных искусств Севильи
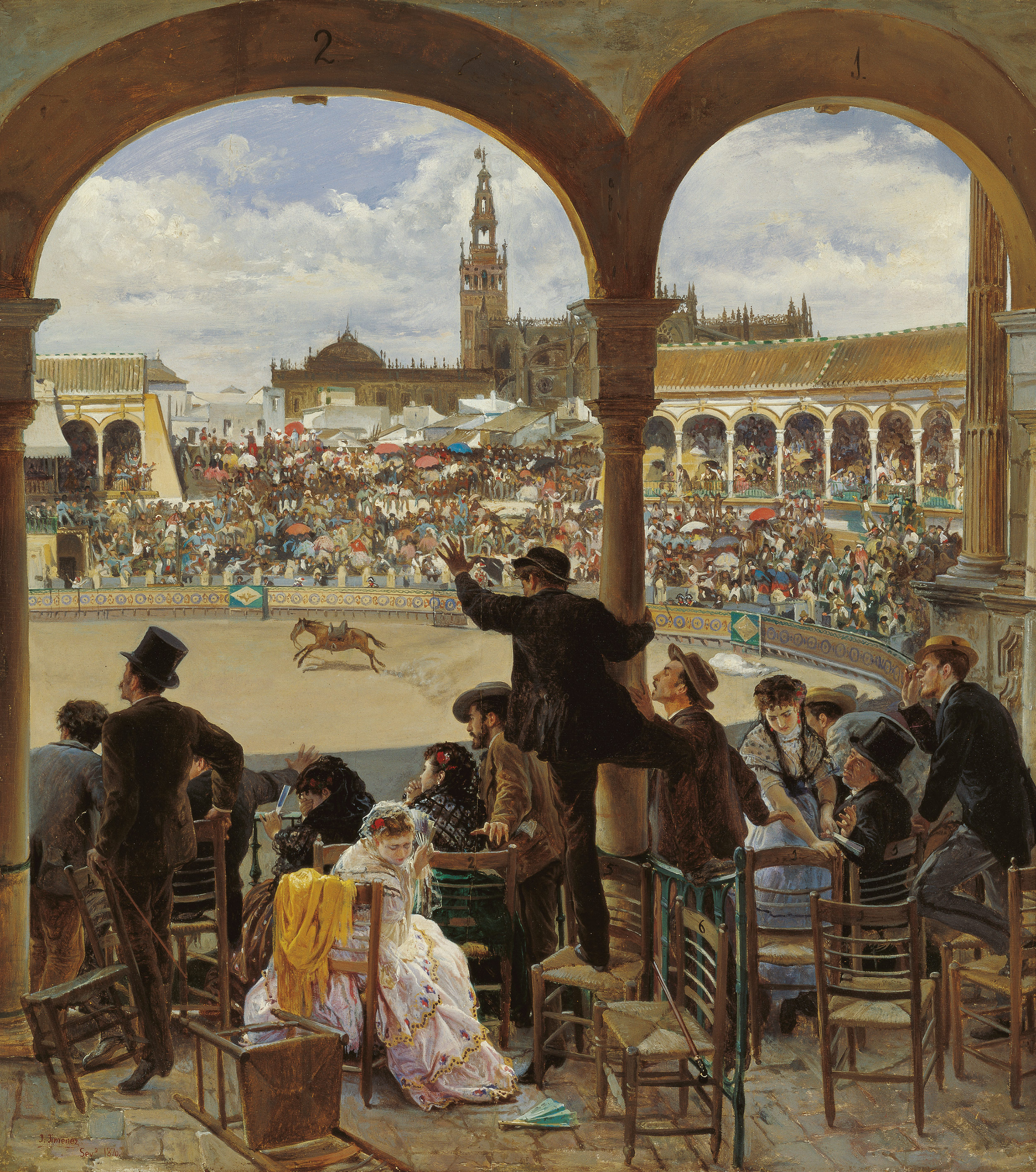
Скачки, 1870, Музей Кармен Тиссен
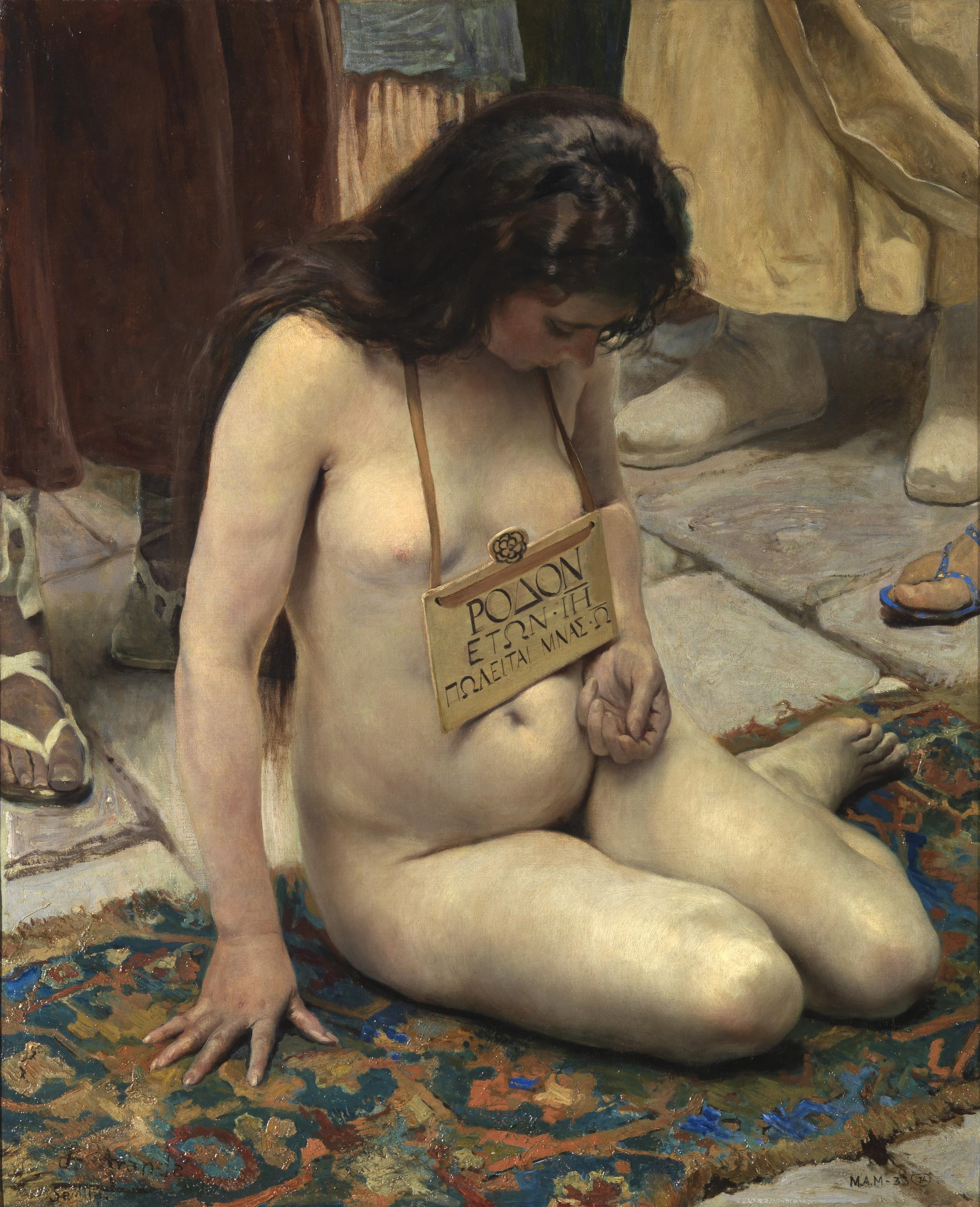
Продажа рабыни, 1897, Малагский музей
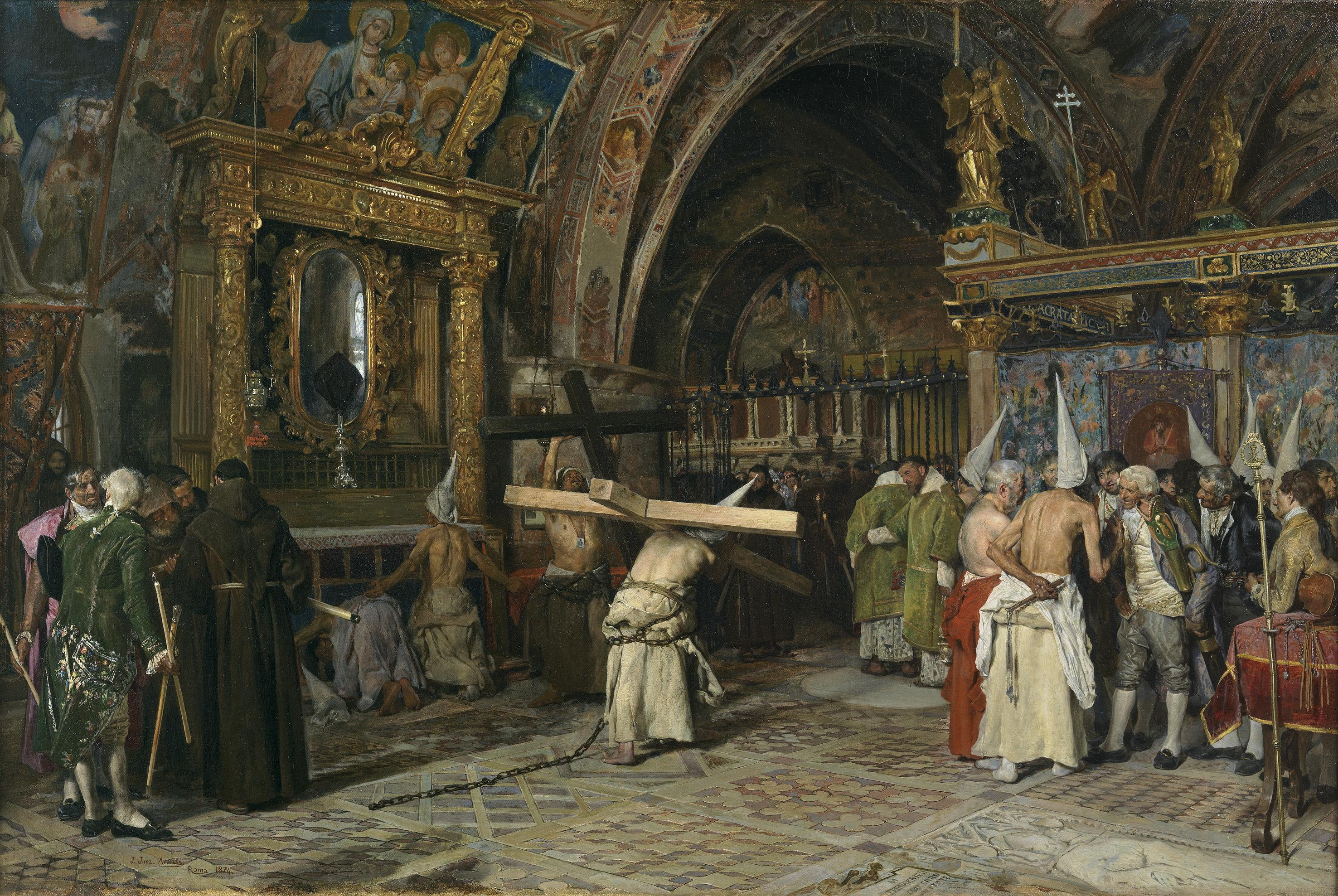
Кающиеся в нижней Базилике Франциска Ассизского
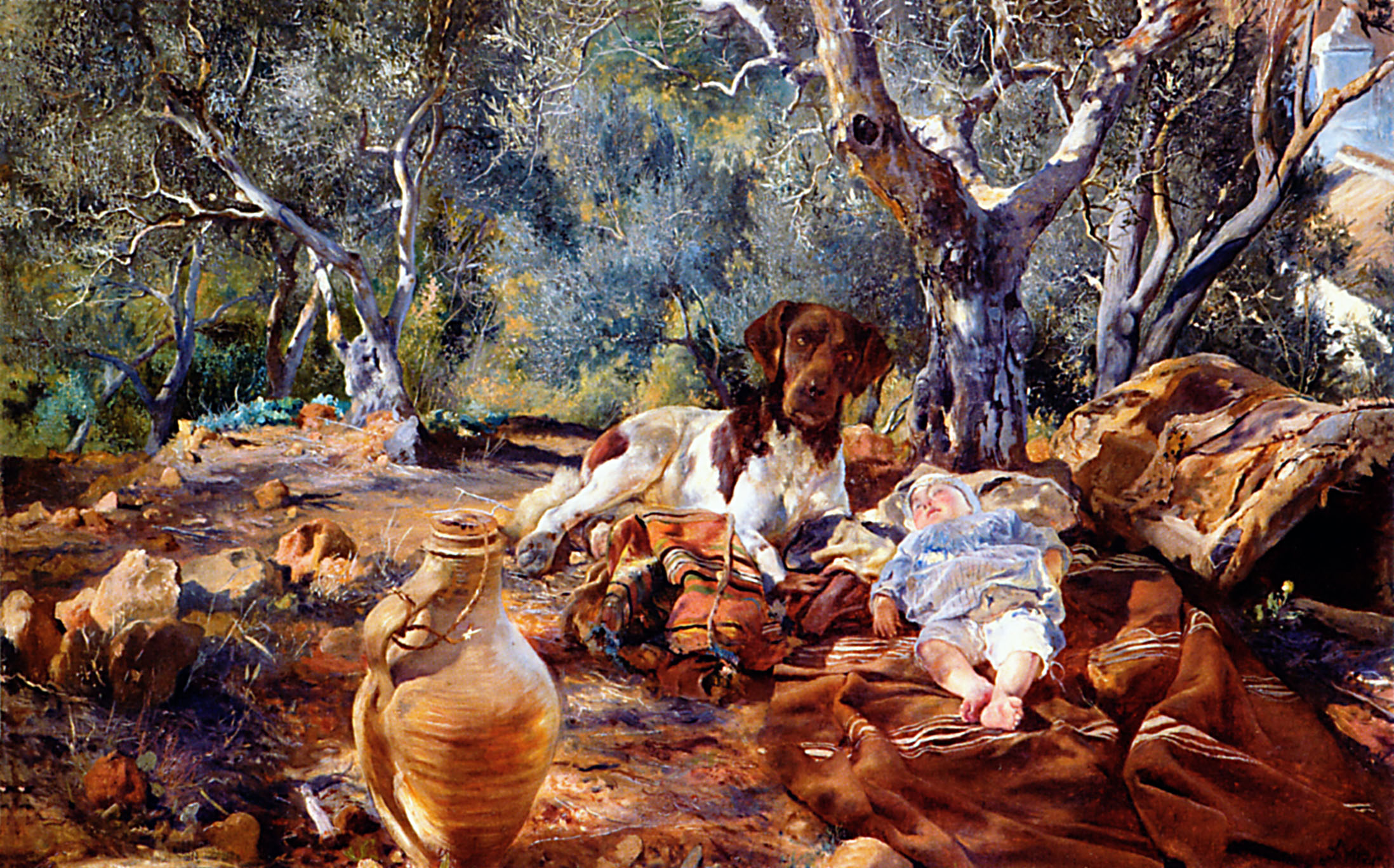
Новорождённый